# Beyti
Beyti è un ristorante di Istanbul, in Turchia, specializzato in carne arrosto. Esso fu fondato nel 1945 a Küçükçekmece e dal 1983 è situato a Florya, un quartiere elegante della periferia ovest della città. Il ristorante è di proprietà del ristoratore Beyti Güler e gestito da lui insieme ai suoi figli Cüneyt e Ahmet.
La sala da pranzo principale, con una capacità totale di 500 posti, offre cucina tradizionale turca e vari spiedini alla griglia su carbone di quercia. Il Beyti Kebab, una specialità che prende il nome dallo chef, è il più popolare.
Beyti è membro della prestigiosa organizzazione gastronomica internazionale Confrérie de la Chaîne des Rôtisseurs.

## Storia
Beyti Güler discende da una famiglia turca che fuggì da Samarcanda in Crimea negli anni '20 del 1700 dopo l'assalto dei persiani. Negli anni '70 dell'Ottocento, in seguito alla guerra di Crimea, la famiglia si trasferì in Romania, in Dobrugia. La famiglia immigrò in Turchia nel 1935.
Nel 1945, Beyti e suo padre aprirono un piccolo ristorante di carne a Küçükçekmece, nella periferia ovest di Istanbul. Esso era posto lungo la strada, e aveva una superficie di 30 m² e quattro tavoli. Il ristorante, anche se aveva solo 20 posti, diventò un locale popolare diventando famoso subito dopo l'apertura. Giornalisti importanti, alti dirigenti e persino politici di alto livello venivano ad assaggiare il döner kebab che raramente era disponibile altrove.
Un articolo pubblicato nel 1965 nel New York Herald Tribune portò alla fama internazionale. Dal 1966 al 1974, il ristorante fornì giornalmente il catering a quattro aerei di linea della Pan American World Airways. Il ristorante servi' il presidente degli Stati Uniti Richard Nixon a bordo dell'Air Force One durante il suo primo viaggio ufficiale in Europa, un'opportunità che aiutò il kebap turco a diventare famoso.
Per soddisfare la crescente domanda, Beyti Güler eresse a Florya, un quartiere residenziale di lusso vicino all'aeroporto internazionale Atatürk,  un edificio di tre piani. Composto da undici sale da pranzo di varie dimensioni più una terrazza, l'edificio è stato progettato in uno stile architettonico moderno da Osman Yılmaz Şanlı. La decorazione interna si è ispirata invece all'arte turco ottomana. La costruzione fu iniziata nel 1979 e il nuovo sito fu aperto nel 1983.

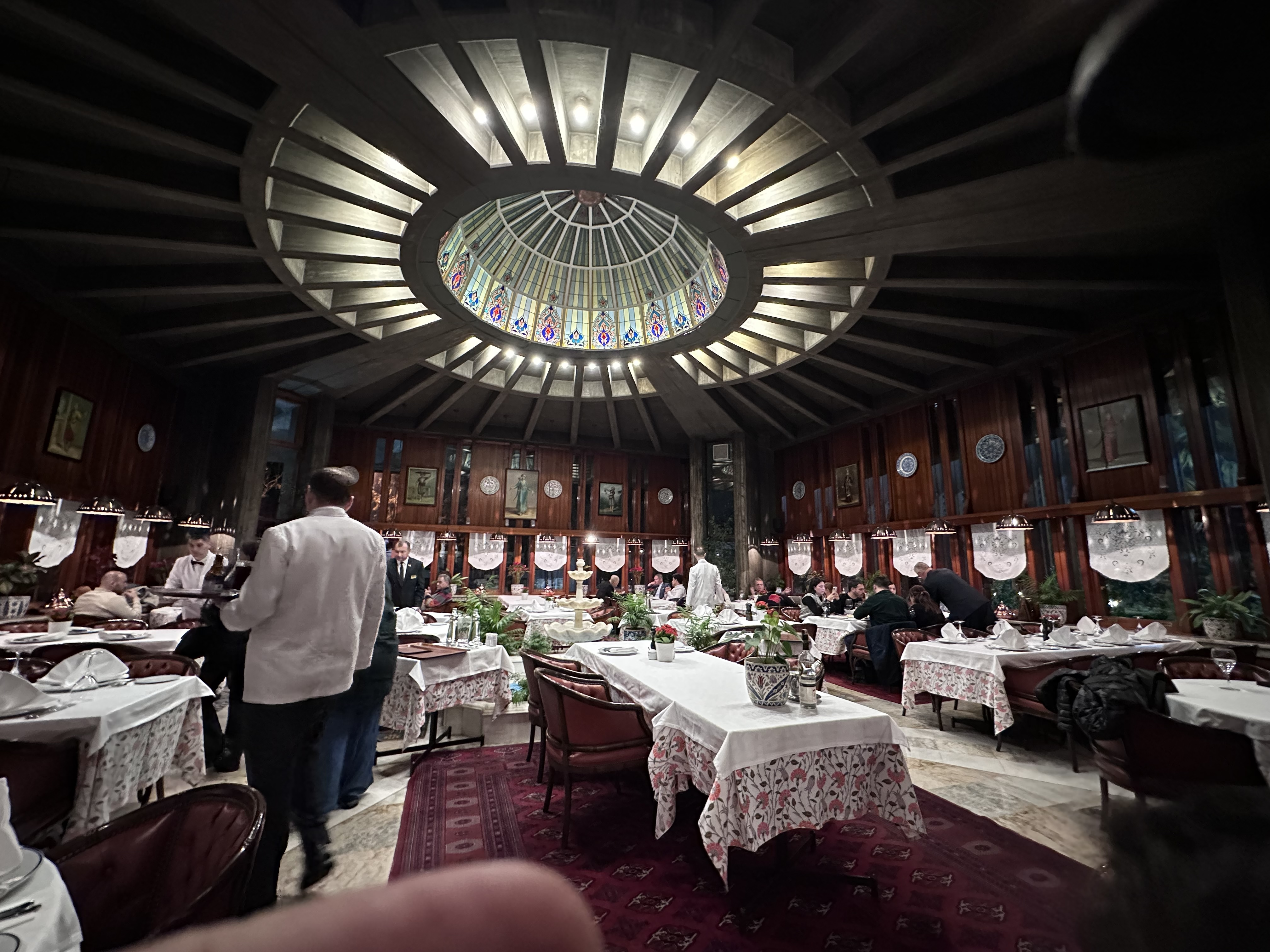
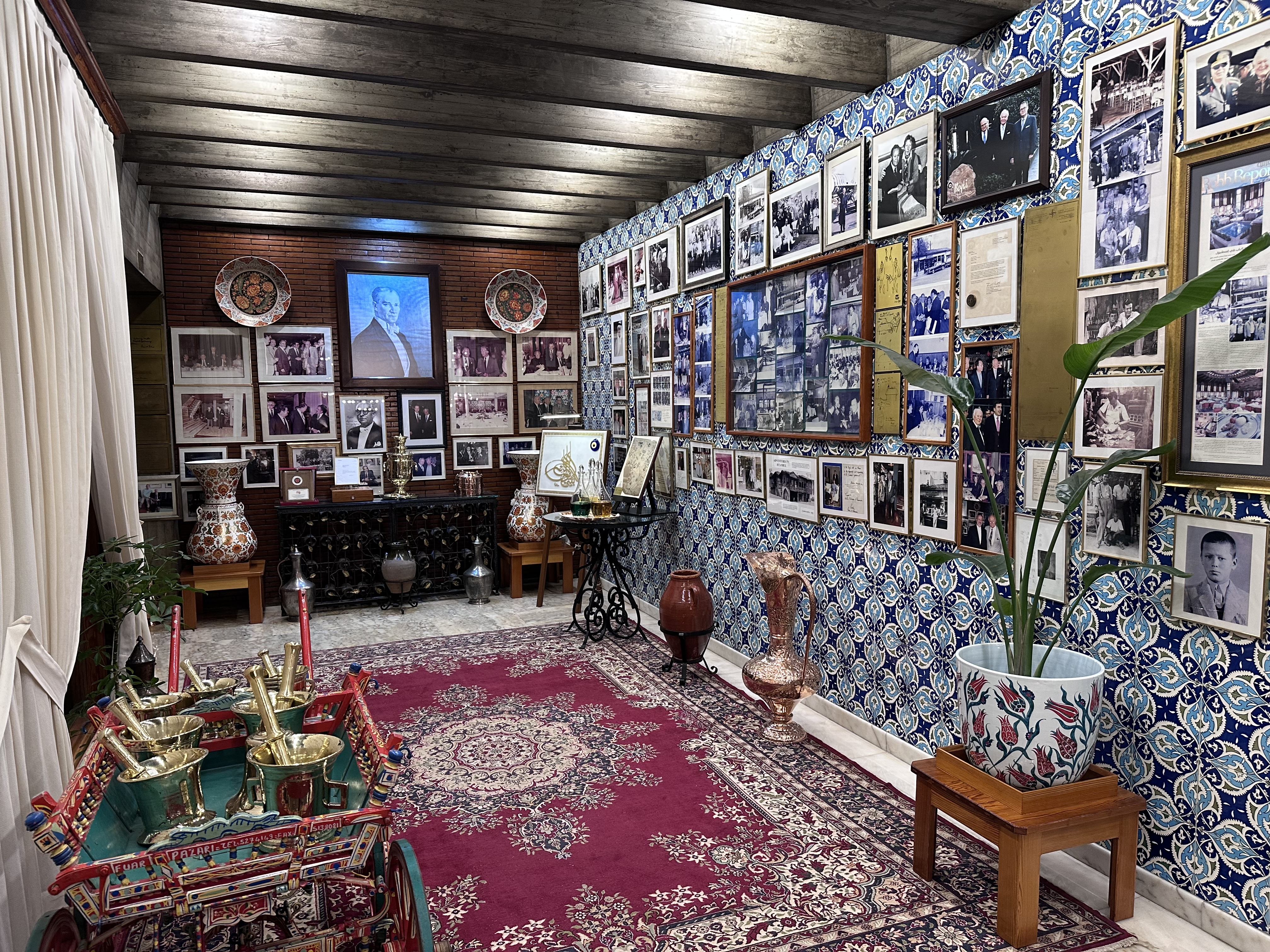
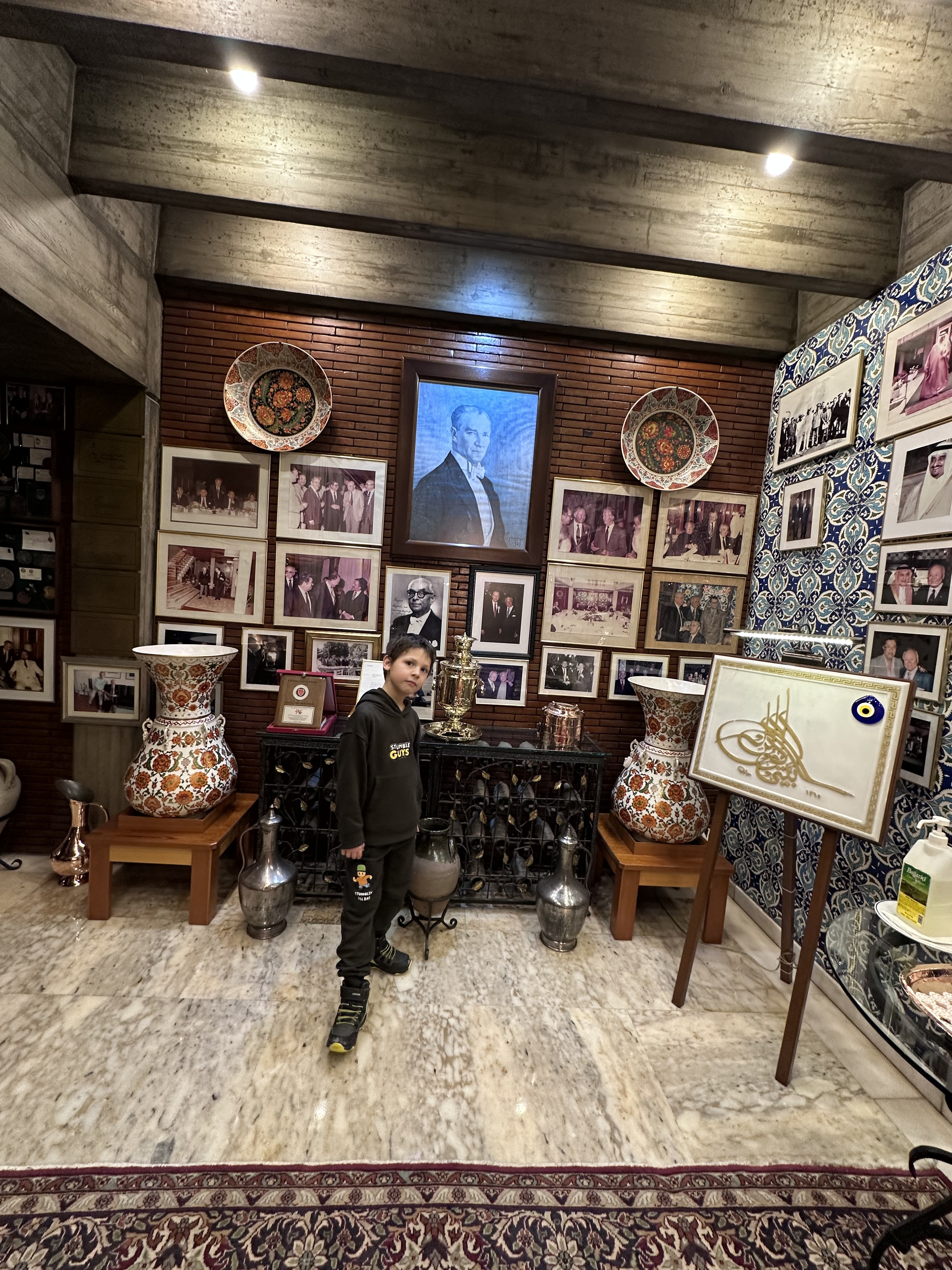
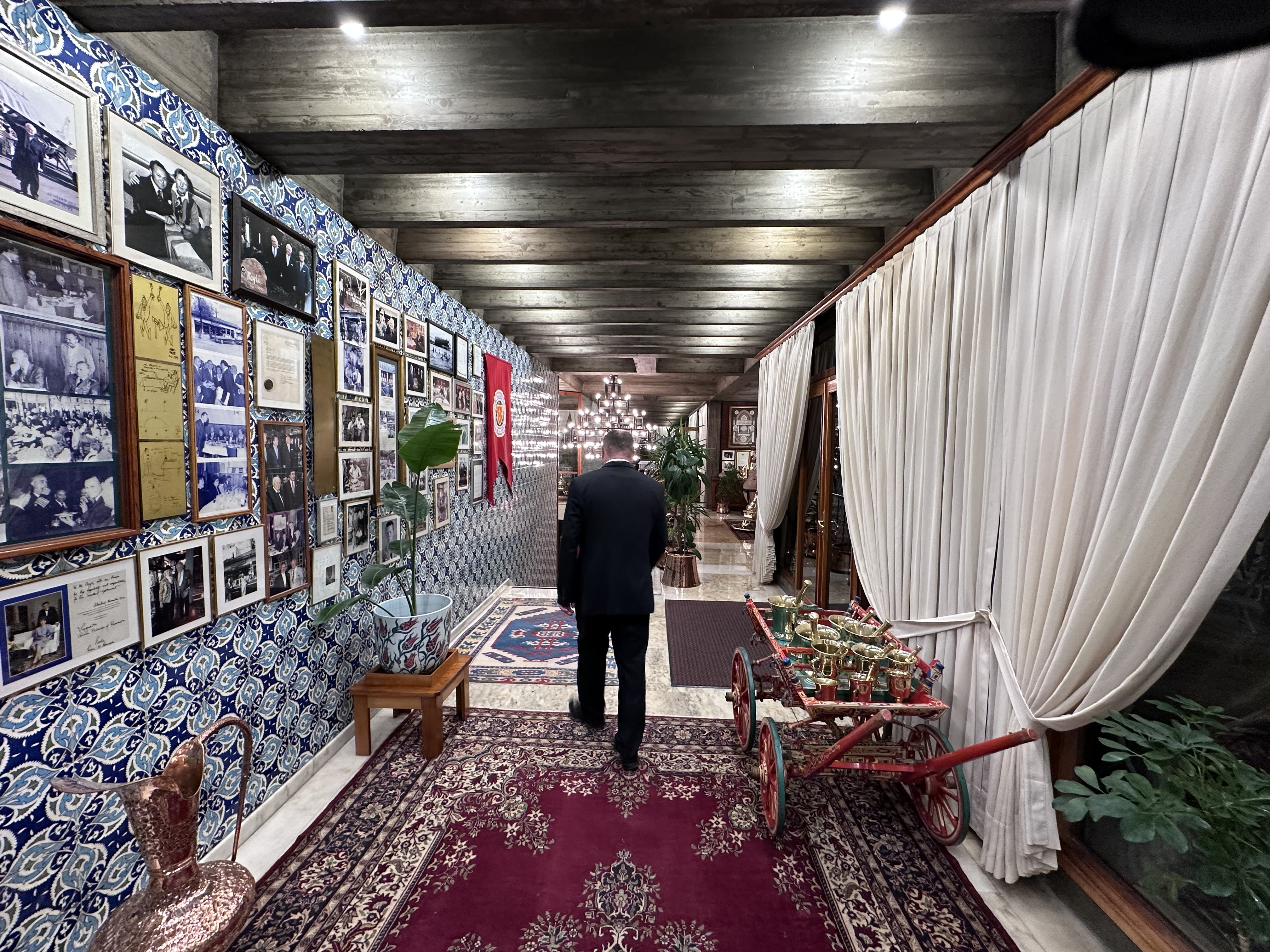
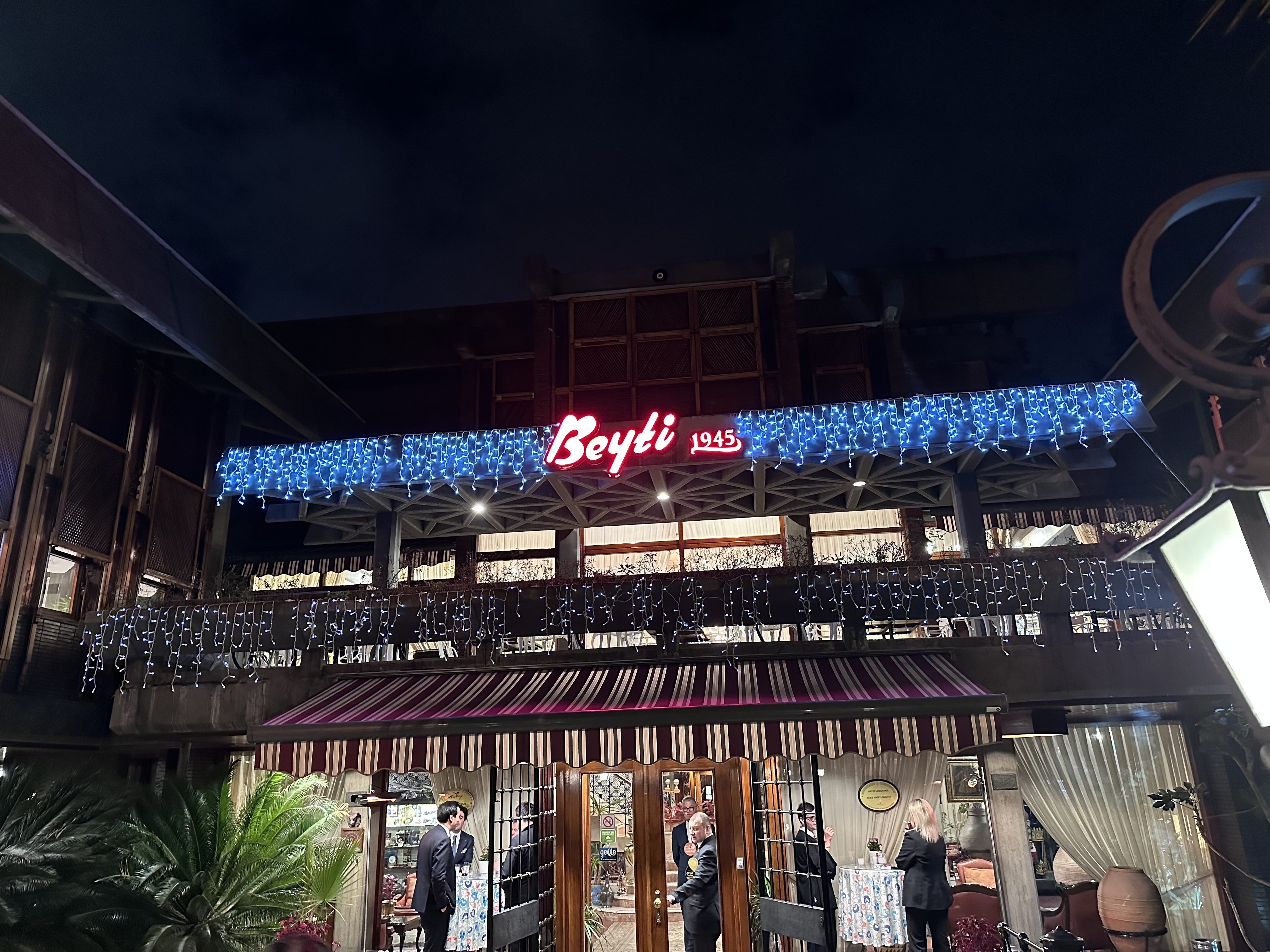

## Beyti Kebab

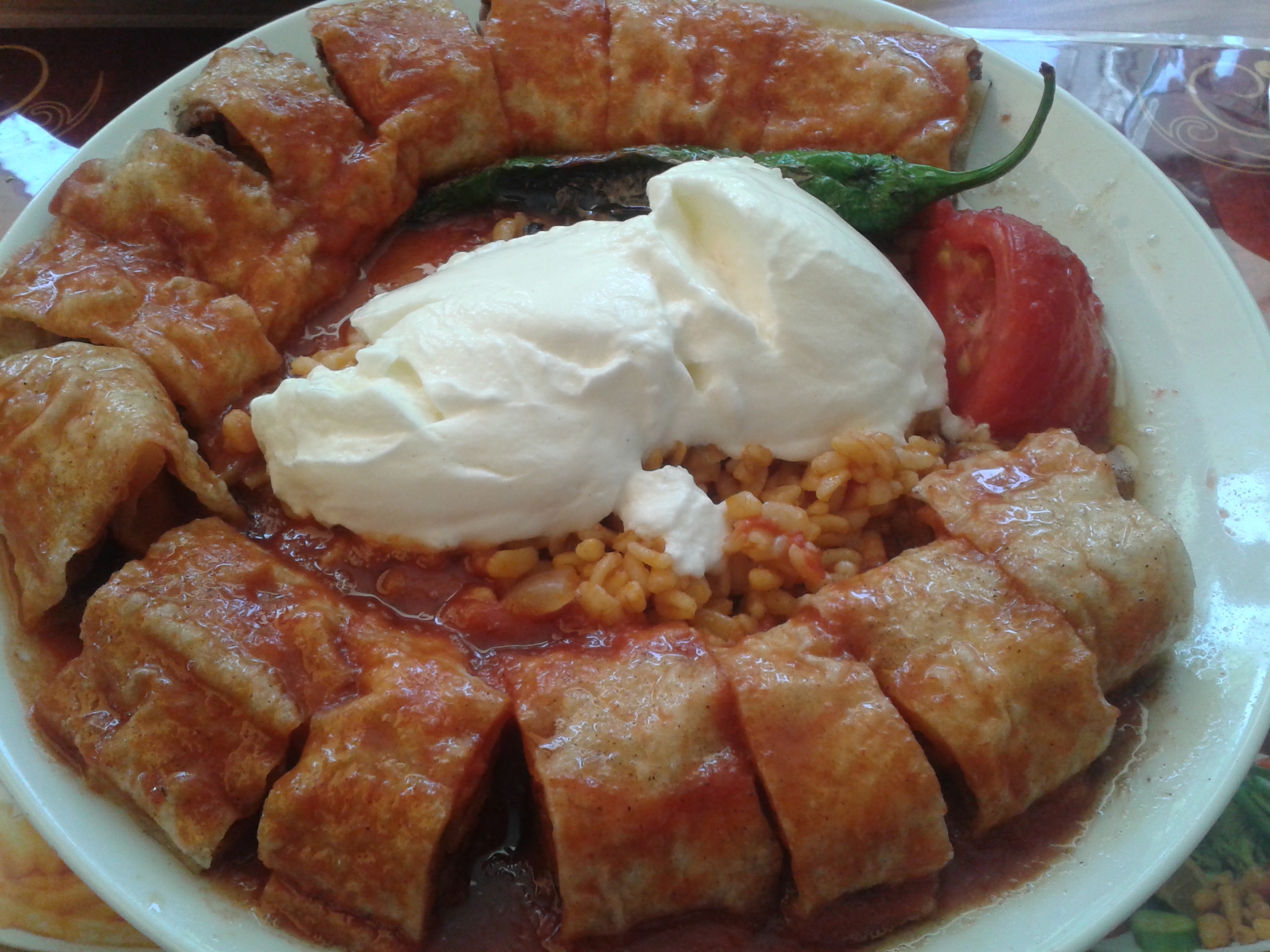
Beyti Kebab

Nel corso di una visita in Svizzera nel 1961, Beyti Güler si ispirò al metodo ideato dal macellaio Möller per la preparazione della carne. Quando tornò a casa, introdusse un piatto composto da filetti di agnello arrosto avvolti in strisce di grasso di cotoletta d'agnello. Il piatto, quando la fama del kebab si diffuse a livello internazionale, prese da lui il nome di Beyti Kebab. Tuttavia, il piatto a base di carne macinata ampiamente venduto come cibo di strada sotto lo stesso nome, ha poche somiglianze con l'originale.

## Clienti famosi
In più di cinquanta anni, molti capi di stato, politici di alto rango, uomini d'affari e celebrità di tutto il mondo hanno mangiato da Beyti durante le loro visite a Istanbul.